# Radinoderus holwayi
Radinoderus holwayi är en tvåvingeart som beskrevs av Alexander 1946. Radinoderus holwayi ingår i släktet Radinoderus och familjen Tanyderidae. Inga underarter finns listade i Catalogue of Life.